# هجوم العمالقة: الفتاتان الضائعتان
هجوم العمالقة: الفتاتان الضائعتان (進撃の巨人　ＬＯＳＴ　ＧＩＲＬＳ شينغيكي نو كيوجين: لوست غيرلز) رواية يابانية مقتبسة من سلسلة مانغا هجوم العمالقة، من تأليف هيروشي سيكو. تحولت الرواية إلى مانغا يابانية وبدأ إصدارها في أغسطس من عام 2015 وانتهى إصدارها عام 2016 وبالتحديد يوم 9 مايو.
سيتم إصدار 3 حلقات أوفا بالترتيب، في 8 ديسمبر 2017، 9 أبريل 2018 و9 أغسطس 2018.

## النشر
الرواية تستند على روايتين من نيترو+ واللتان أُدرجا مع المجلدين الثالث والسادس من إصدار البلو-راي لأنمي هجوم العمالقة. الأولى هي «ضائعة في العالم القاسي» والتي أُصدرت في 18 سبتمبر 2013. الثانية هي «وداعًا يا سور سينا» والتي أُصدرت في 18 ديسمبر 2013. الروايتان من كتابة سيكو.
الرواية كتبها هيروشي سيكو والذي عمل على كتابة حوارات الأنمي. نشرتها كودانشا في ديسمبر 2014 تحت طابع قصص كودانشا المصورة الممتازة.
| م.                                                                         | تاريخ الإصدار الياباني | ردمك الياباني          |
| -------------------------------------------------------------------------- | ---------------------- | ---------------------- |
| 1                                                                          | 9 ديسمبر 2014          | ISBN 978-4-06-377096-4 |
| \| 1. ضائعة في العالم القاسي 2. وداعًا يا سور سينا 3. الفتاتان الضائعتان \| |                        |                        |
| 1. ضائعة في العالم القاسي 2. وداعًا يا سور سينا 3. الفتاتان الضائعتان       |                        |                        |

## الوسائط

### المانغا
بدأت مانغا للسلسلة بالنشر لريوسوكي فوجي في مجلة شونن كودانشا بيساتسو شونن في 9 أغسطس 2015. انتهت السلسلة في عدد يونيو 2016 من المجلة في 9 مايو 2016.

### قائمة المجلدات
| الفصل الأول: وداعًا يا سور سينا 1. كارلي ستراتمان (カーリー・ストラットマン كاري ستوراتومان) 2. واين آيسنر (ウェイン・アイズナー وين أيزونا) 3. والد ولو (ウオルド&ルー أورودو & رو) 4. كودروان (コデロイン) 5. آني ليونهارت (アニ・レオンハート آني ريونهاتو) |

| الفصل الثاني: ضائعة في العالم القاسي 1. إرين ييغر (エレン・イェーガー إرين ييغا) 2. شيغانشينا (シガンシナ) 3. هيكوكي (ひこうき) 4. كاغامي أوتوكو (鏡男) الفصل الثالث: الفتاتان الضائعتان |

### الأنمي
| رقم | عنوان الحلقة      | تاريخ العرض الأصلي |
| --- | ----------------- | ------------------ |
| 16.5 أ | «سور سينا، وداعًا» | 9 ديسمبر 2017      |
| فَرضت الشرطة العسكرية على آني ليونيهارت مهمة إيجاد فتاة مفقودة تدعى كارلي ستراتمان. آني تتذكر مقتل ماركو بوتو فهو صديقها في جيش التدريب، ثم تفكر عن مهمة إمساك إرين ييغر وذلك بالتوغل في حملة ال57 خارجا. آني تواصل عزمها بمهمتها لإيجاد كارلي ستراتمان، حيث تبدأ من منزل والد الفتاة المفقودة للحصول على بعض الأدلة، ثم تنتقل إلى مقهى؛ فستجد سكارى يتعطاون للمخدرات، فطلبت آني مساعدة ونتيجة ذلك قللوا من شأنها، فهاجمتهم بأساليب القتال الذي علّمه إياها والدها، فأخبروها عن طرف خيط وجود كارلي، وتتجه نحو منزل، وقاتلت بعض الأشخاص مجددا، وحين دخولها للمنزل وجدت جثة ميتة تحت السرير وشخص ما يراقبها، فتحاول أني الهروب. |                   |                    |
| 16.5 ب | «سور سينا، وداعًا» | 9 أبريل 2018       |
| آني تتسائل حول وضعية جثة كامبر، الذي هو صديق كارلي، وتتذكر تدربيبها مع والدها حين كانت صغيرة، حيث تتدرب على ركالاتها كما قامت بذلك على والدها وتسببت في أن أصبح أعرج. بعد خروج آني من منزل كامبر تم خطفها من قبل رجلين؛ وولد و لو، وأخذوها معهما في عربة، أخذ لو خاتم آني وبعد مناقشة دارت بين آني وولد تسائل حول إعتراض مهمتهما، تتحول آني إلى عملاق جزئيًا بسبب خدش من طرف لو في يدها بشفرة من الخاتم، بعدها تحطمت العربة وتم قذف الجميع بسبب تأثير التحول، وولد يحاول مقاومة آني لكن هزمتهُ بحركاتها. تلقت آني طلقة نارية التي خرقت صدرها من طرف لو كما أطلق أيضا على وولد. بعد هرب لو تقف آني وأخبرها وولد مكان كارلي قبل موته. اخترقت آني مكان يوجد فيه رجال مع لو، حيث هزمتهم جميعا فبعدها ظهرت كارلي وجلست مع آني يتبادلان أطراف الحديث، أعطت آني جواز سفر لخروج كارلي من سور سينا إلى روز. تعود آني إلى ستراتمان وأعطت تفاصيل أنه من قتل كامبر بعد طلب منه فدية، لكن آني أبت اعتقاله وساعدته في التخلص من جثة كامبر. آني تفكر من أجل مهمة إمساك إرين ييغر، وفعلا نجحت في إجتياح البعثة. |                   |                    |
| ؟؟؟ | «إرين»            | 9 أغسطس 2018       |

## وصلات خارجية
- هجوم العمالقة: الفتاتان الضائعتان
 في مجلة بيساتسو شونن (باليابانية)
- هجوم العمالقة: الفتاتان الضائعتان على موقع ANN manga (الإنجليزية)

 (بالإنجليزية)